# Fred Turner
Charles Frederick Turner (Winnipeg, 16 de octubre de 1943) es un bajista, vocalista y compositor de rock canadiense, y fue miembro fundador de la banda de rock de los años 1970 Bachman-Turner Overdrive (B.T.O.). En la mayoría de los álbumes de B.T.O. aparece como "C.F. Turner".

## Historia
Fred Turner tocó en más de una docena de bandas en Winnipeg y sus alrededores durante sus primeros años de vida adulta, y sus primeras grabaciones vocales fueron con el grupo Pink Plumm, que publicó un sencillo independiente titulado "Along Came Pride". Gracias a los consejos que Randy Bachman recibió de Neil Young, Turner fue invitado a unirse a la banda de Randy, Brave Belt, en 1971. En ese momento, Turner tocaba y cantaba en una banda de versiones llamada D-Drifters. Los D-Drifters querían seguir haciendo versiones, y habían rechazado repetidamente las composiciones originales de Turner. Cuando llegó la llamada de Bachman, Turner aprovechó la oportunidad de unirse a una banda que tocaba material original.
El vocalista principal del primer álbum de Brave Belt fue Chad Allan, antiguo compañero de banda de Randy Bachman en The Guess Who. Mientras vendían las cintas a las compañías discográficas y finalmente conseguían el interés de Reprise Records, Randy tuvo que hacer una lista de los miembros de la banda para los contratos. Aunque había tocado tanto la guitarra como el bajo en la grabación, Randy incluyó a Turner como bajista. La foto de Turner se puso en la contraportada de Brave Belt, pero no participó en las grabaciones. Turner se unió a Brave Belt en las actuaciones en directo para apoyar el primer álbum, y pronto se convirtió en vocalista y bajista a tiempo completo, lo que provocó la salida de Allen. Fred contribuyó con cinco composiciones de canciones al siguiente álbum Brave Belt II (1972), y cantó como vocalista principal en nueve de las once canciones del álbum. Mientras se buscaba una propuesta de álbum "Brave Belt III", la banda cambió su nombre por el de Bachman-Turner Overdrive (BTO). Aunque Randy Bachman era el nombre más conocido debido a sus años con The Guess Who, Robbie Bachman declaró en numerosas entrevistas que no podría haber habido "sonido BTO" sin las contribuciones de Turner: "El primer álbum de Brave Belt era muy country-rock. Todo cambió cuando Fred se unió a la banda. Teníamos la voz pesada y áspera de Fred Turner. Evolucionamos gracias al Sr. Turner".
Turner y BTO disfrutaron de un periodo de máxima popularidad entre 1973 y 1976, en el que la banda publicó cinco álbumes en el Top 40 y seis singles en el Top 40 de Estados Unidos (once en Canadá). Cuando Randy Bachman abandonó Bachman-Turner Overdrive a finales de 1977, Turner cambió el bajo por la guitarra rítmica para hacer sitio al bajista-vocalista Jim Clench. Esta nueva formación para 1978-79 sólo se llamó B.T.O. y nada más, debido a problemas legales relacionados con el uso del apellido Bachman. Después de dos álbumes y giras de apoyo, esta versión de B.T.O. lo dejó a principios de 1980. Turner retomó su papel original en el bajo al reunirse con Randy Bachman en una banda llamada Union, que publicó un álbum en 1981 titulado On Strike. Bachman-Turner Overdrive volvió a formarse para un álbum de 1984 y una gira posterior. Turner continuó actuando en versiones de gira de B.T.O. hasta 2004, y el único material original nuevo se publicó en el álbum Trial by Fire: Greatest and Latest de 1996. La última actuación de Turner en el escenario con cualquier formación de B.T.O. fue en 2004 con Randy Murray. Ambos estuvieron respaldados por miembros de la Little River Band porque el baterista Robbie Bachman y el guitarrista Blair Thornton no pudieron asistir al último concierto de B.T.O. Turner es el único miembro de Bachman-Turner Overdrive que ha participado en todos los álbumes de la banda.

"La composición de Turner y su ágil trabajo con el bajo proporcionan una base de gran movimiento, pero su mayor fuerza es su voz. Su estruendo desgarrado es realmente una voz hecha para el rock & roll".
Bret Adams, Allmusic.

Turner es el vocalista principal en muchos de los temas más populares de Bachman-Turner Overdrive, como "Roll On Down the Highway", "Let It Ride", "Blue Collar", "Four Wheel Drive", "Not Fragile" y "Take It Like a Man". Sus créditos como compositor incluyen "Gimme Your Money Please", "Blue Collar", "Not Fragile", "Take It Like a Man" (con Blair Thornton), "Let it Ride" (con Randy Bachman) y "Roll On Down the Highway" (con Robbie Bachman). Turner también escribió y cantó la parte principal de "Heartaches" (1979), el único sencillo de B.T.O. que se incluyó en las listas de éxitos en la era posterior a Randy Bachman.
Turner grabó una canción en solitario para el CD Animal Magnetism llamada "Walk With You" en 1996. El álbum Animal Magnetism fue elaborado por Riff West. Otros músicos que grabaron canciones para este álbum son Lonesome Dave Peverett de Foghat, Pat Travers y Edgar Winter. En el año 2000, hizo una aparición con la voz de Randy Bachman en un episodio de Los Simpsons.
Más información en un artículo reciente: "Takingin' care of business: Fred Turner habla de cómo se ha metido en el grupo adecuado y de lo que le depara la vida".

## Reunión de Bachman y Turner en 2010
Turner se reunió con Randy Bachman y grabó un nuevo álbum autotitulado que se publicó en septiembre de 2010 bajo el nombre de "Bachman & Turner." Originalmente, Randy estaba desarrollando un álbum en solitario y le pidió a Fred que fuera vocalista invitado en un tema llamado "Rock n' Roll is the Only Way Out". Sin embargo, después de que Fred enviara el tema con su voz añadida, Randy quedó tan impresionado por lo bien que encajaba la voz en la música, que decidió desechar su trabajo en solitario en favor de una colaboración completa con Turner.
Bachman y Turner se embarcaron en una gira mundial de 2010-11 en apoyo de su álbum de 2010, aunque numerosas canciones de BTO también se tocaron en su conjunto en vivo. La gira mundial de B&T se inició en junio de 2010 en el Sweden Rock Festival. Los dos continuaron con giras de conciertos intermitentes durante varios años más hasta que, en marzo de 2018, Randy Bachman anunció que Turner, de 74 años, se había retirado amistosamente de las giras.